# تپه سرخرمن سیرچال
تپه سرخرمن سیرچال در شهرستان قزوین، بخش الموت، روستای چاله واقع شده و این اثر در تاریخ ۲۵ اسفند ۱۳۸۰ با شمارهٔ ثبت ۵۵۴۵ به‌عنوان یکی از آثار ملی ایران به ثبت رسیده است.